# (16596) Stevenstrauss
(16596) Stevenstrauss (1992 UN7) – planetoida z pasa głównego asteroid okrążająca Słońce w ciągu 3,69 lat w średniej odległości 2,39 j.a. Odkryta 18 października 1992 roku.